# Dudu (cầu thủ bóng đá, sinh 1990)
Luiz Eduardo dos Santos Gonzaga (sinh ngày 22 tháng 4 năm 1990), thường được biết với tên Dudu (ドゥドゥ), là một cầu thủ bóng đá người Brasil thi đấu cho Avispa Fukuoka ở vị trí tiền đạo.
Vào tháng 8 năm 2014, anh ký hợp đồng với Kashiwa Reysol ở J. League Division 1.

## Thống kê câu lạc bộ
Cập nhật đến ngày 23 tháng 2 năm 2017.
| Thành tích câu lạc bộ | Thành tích câu lạc bộ | Thành tích câu lạc bộ | Giải vô địch | Giải vô địch | Cúp                   | Cúp                   | Cúp Liên đoàn | Cúp Liên đoàn | Tổng cộng | Tổng cộng |
| Mùa giải              | Câu lạc bộ            | Giải vô địch          | Số trận      | Bàn thắng    | Số trận               | Bàn thắng             | Số trận       | Bàn thắng     | Số trận   | Bàn thắng |
| Nhật Bản              | Nhật Bản              | Nhật Bản              | Giải vô địch | Giải vô địch | Cúp Hoàng đế Nhật Bản | Cúp Hoàng đế Nhật Bản | J. League Cup | J. League Cup | Tổng cộng | Tổng cộng |
| --------------------- | --------------------- | --------------------- | ------------ | ------------ | --------------------- | --------------------- | ------------- | ------------- | --------- | --------- |
| 2014                  | Kashiwa Reysol        | J1 League             | 14           | 5            | 0                     | 0                     | 2             | 0             | 16        | 5         |
| 2016                  | Ventforet Kofu        | J1 League             | 11           | 4            | 1                     | 0                     | –             | –             | 12        | 4         |
| Tổng                  | Tổng                  | Tổng                  | 25           | 9            | 1                     | 0                     | 2             | 0             | 28        | 9         |